# Melasina nigra
Melasina nigra är en fjärilsart som beskrevs av Edward Meyrick 1910. Melasina nigra ingår i släktet Melasina och familjen säckspinnare. Inga underarter finns listade i Catalogue of Life.